# Куприк Сергій Васильович
Сергій Васильович Куприк (нар. 7 листопада 1973, Москва) — російський і український співак, музикант. Заслужений артист України (2004), Заслужений артист Російської Федерації (2018). Соліст групи «Лісоповал» (1994-2008). Сольний виконавець (2009 — теперішній час)

## Молодість
Народився в Москві. Закінчив школу № 626.
У 1989 році поступив в училище імені Гнесіних на естрадне відділення по класу гітари. Навчався грі на гітарі у викладача В. К. Бранд. З 1992 року продовжував займатися по класу вокалу під керівництвом завідуючої кафедрою естрадно-джазового мистецтва Російської музичної академії імені Гнесіних професора Наталії Зиновіївни Андріанової.

## Творча діяльність
У 1994 році став солістом групи «Лісоповал». Перший вихід на сцену відбувся 4 грудня 1994 року. Група гастролювала по Росії.
У 2008 році, після смерті автора пісень групи Михайла Таніча, Сергій Куприк покинув її, бо, на його думку, група без пісень Таніча існувати не могла.
У тому ж 2008 році закінчив Луганський інститут культури і мистецтв за спеціальністю «Менеджмент шоу-бізнесу».
З 2009 року виступає сольно, виконує пісні на вірші поета Вадима Циганова і музику композиторів Олександра Федоркова і Олександра Морозова.
11 жовтня 2012 року — презентація першого альбому «Лебідь білий ».
27 листопада 2014 року — презентація другого альбому «Росія — Батьківщина моя».
7 березня 2017 року — презентація третього альбому «Яка ти красива». 
21 грудня 2018 року — презентація четвертого альбому «Що є щастя...». 

## У рекламі
- Рекламний ролик Міської стоматологічної поліклініки № 62 (2019)[1]

## Родина
Дружина Катерина, син Ніл Сергійович (від першого фактичного шлюбу).

## Санкції
Куприк Сергій виправдовував та визнав законною збройну агресію Росії проти України, є підсанкційною особою.
6 січня 2023 року доданий до санкційного списку України.

## Нагороди та досягнення
- Заслужений артист України (нагороджений указом Президента України Л. Кучми в 2004 році)
- Премія Радіо Шансон «Шансон року» (2013) — за пісню «Ворог чи Друг».
- Заслужений артист РФ (2018)
- Премія Радіо Шансон «Шансон року» (20 квітня 2019) — за пісню «Що є Щастя».